# Кажым (посёлок)
Ка́жым — посёлок в Койгородском районе Республики Коми, расположенный в 30 километрах на юго-восток от Койгородка на реке Кажим. Численность населения посёлка составляет 970 человек (2023).

## История
В середине XVIII века устюжские купцы заинтересовались месторождениями болотной железной руды на реке Сысоле. Разведав сырьевую базу, они обратились в Берг-коллегию (ведавшую развитием заводской промышленности России) с просьбой разрешить им строительство заводов. 18 апреля 1755 года заводчик Иван Курочкин получил разрешение построить молотовый завод для выковки железа в Койгородской волости на реке Кажим. Во время строительства выяснилось, что имевшаяся при заводе рудная база была недостаточна. Для того, чтобы снабжать Кажымский завод чугуном (для последующей перековки его в железо), решено было построить в 33 верстах от Кажыма ещё один завод — Нючпасский.
Заводы начали действовать в 1759 году. Для работы на Кажымском заводе были приведены обученные заводскому делу крепостные крестьяне из Вятской и Великоустюжской провинций. Они стали жить в поселке, возникшем при заводе. В центре поселка находилась церковь (деревянная церковь была построена, по данным Ф. А. Тентюковой, в 1761 году) с погостом. Жилища мастеровых в XVIII — начале XIX веках напоминали обычные крестьянские дома из двух отдельных изб с сенями между ними. Рабочие строили свои дома в местах, указанных заводской конторой, согласно утверждённому плану постройки. Начинали возводить дом вскоре после женитьбы рабочего, так как большими неразделенными семьями здесь не жили.
Жившие в поселке работные люди трудились доменными, формовыми, кричными, молотовыми мастерами и подмастерьями. В 1799 г. на Кажымском заводе было 140 квалифици рованных рабочих. Подсобными работами на заводе занимались коми крестьяне (около 500 мужчин и 50 женщин в конце XVIII в.), часть из которых со временем нанималась в постоянные работники и селилась в поселке (правда, в XVIII в. это случалось редко). Бывали и конфликты: в 1773 г. Кажымский завод был разгромлен окрестными крестьянами, протестовавшими против закабаления их заводчиками (из-за низкой оплаты и существовавшей системы авансов они оказывались в долговой кабале, из которой не могли выбраться годами).
Помимо работы на заводе, жители Кажыма обрабатывали приусадебные участки (позднее, в начале XX в. они выращивали картофель, рожь, ячмень, овес, огородные культуры). Больше было развито животноводство, немаловажное значение в хозяйстве имели охота и рыболовство.
В 1816 г. на Кажымском заводе работали 58 крепостных, в 1834 г. — 77 чел.
В 1817—1826 гг. построена каменная Дмитриевская церковь.
В 1850 г. в поселке при заводе жили 123 человека. В середине XIX в. кажымцы носили фамилии Курдюков, Мелехин, Перваков, Супрядкин, Миняев и др. Поселившимся здесь выходцам из коми селений принадлежали фамилии Тебеньков, Козлов, Оботуров и др.
В 1860-х гг. XIX в. после отмены крепостного права заводские крепостные получили свободу. Но они в течение ещё двух лет должны были находиться «на прежнем положении как в отношении плат, работ и службы, так и отпуска провианта (продовольствие рабочие могли покупать только в заводской лавке — авт.). По истечении этого срока все временнообязанные переходят на вольный труд и вступают в добровольные соглашения с заводоуправлением»,- гласил закон.
В 1865—1872 гг. Кажимский завод был закрыт. После возобновления работы количество произведенного железа сократилось по сравнению с серединой XIX в. В 1900 г. современник писал, что «некоторые технические устройства в заводах настолько стары по своей конструкции и ветхи по состоянию, что действие их может быть допустимо лишь в силу исключительных условий положения Кажымских заводов» (Кажимскими называли все 3 сысольских завода — Кажымский, Нювчимский и Нючпасский).
В 1871 г. открылась церковно-приходская школа, в I половине 1880-х г. открылось земское училище, в 1901 г. — библиотека. В 1910 г. в поселке построили кирпичное двухэтажное здание заводоуправления. В 1911 г. на заводе работали 190 человек, в 1913 г. — 186 человек. В 1916 г. в поселке насчитывалось 176 дворов, 808 человек.
В 1918 г. завод был национализирован. В это время в поселке имелось 187 дворов, 806 чел. После революции и гражданской войны в работе завода наступил спад. Если ранее здесь производили 43102 пуда чугуна и 26109 пудов железа, то в 1922—1923 гг. −27000 и 10755 пудов.
В 1924 г. законсервировали ряд цехов, кроме доменного. В 1926 г. на заводе работало около 400 человек, из них постоянно — примерно 200 человек. Доменный цех работал лишь 3 месяца в году.
В декабре 1927 г. президиум Коми облисполкома решил с 1928 г. провести консервацию Кажымского завода из-за его убыточности. Решение об окончательной ликвидации завода пока не было принято, но он так и не возобновил работу.
В списке начала 1926 г. Кажим записан как село, центр Кажымской волости, в которую входили также село Нючпас, д. Ком и зимовки Еремеевская и Лопыдинская. В конце 1926 г. в Кажыме насчитывалось 222 двора, 982 человек.
В списке 1930 г. Кажим записан как фабрично-заводской поселок, тут имелись фельдшерско-акушерский пункт, школа, детский сад, изба-читальня, сельхозартель, пароходная стоянка, общество потребителей, агентство госторга.
В настоящий момент в посёлке остались только школа, детский сад, дом культуры, медпункт и два магазина. Через населённый пункт проходит автодорога Сыктывкар - Кудымкар, ведущая на Пермь. Из-за отсутствия каких-либо дорожно-строительных работ грунтовая дорога не пользуется популярностью, а посёлок не развивается.

## Население
В 1939 г. Кажым был селом, центром Кажымского сельсовета (в его состав входил также пос. Нючпас), здесь было 625 человек.
16 марта 1944 г. Кажим был преобразован в рабочий посёлок.
В 1959 году в Кажиме было 3750 человек, в 1963—1970 человек, в 1989—1366 человек.
26 декабря 1991 года рабочий посёлок Кажим был преобразован в поселок, центр сельсовета; в состав сельсовета был включен также поселок Гуж.
В 1992 году в Кажиме жили 1360 человек, в 2000 году — 1230 человек в 497 хозяйствах.
На 2023 год в посёлке проживает 970 постоянных жителей.
| 3750 | 1095 |

| 1979 | 1989  | 2002  | 2010 |
| ---- | ----- | ----- | ---- |
| 1466 | ↘1366 | ↘1147 | ↘940 |